# Tropidosteptes neglectus
Tropidosteptes neglectus är en insektsart som först beskrevs av Knight 1917.  Tropidosteptes neglectus ingår i släktet Tropidosteptes och familjen ängsskinnbaggar. Inga underarter finns listade i Catalogue of Life.